# Saint-Étienne-de-Serre
Saint-Étienne-de-Serre è un comune francese di 219 abitanti situato nel dipartimento dell'Ardèche della regione dell'Alvernia-Rodano-Alpi.

## Società

### Evoluzione demografica
Abitanti censiti